# Taiwanische Beachhandball-Nationalmannschaft der Frauen
Die taiwanische Beachhandball-Nationalmannschaft der Frauen (auch taiwanesische Beachhandball-Nationalmannschaft der Frauen oder bei vielen Wettbewerben Beachhandball-Nationalmannschaft der Frauen von Chinesisch Taipeh) repräsentiert die Chinese Taipei Handball Association als Auswahlmannschaft auf internationaler Ebene bei Länderspielen im Beachhandball gegen Mannschaften anderer nationaler Verbände.
Als Unterbau fungieren die Nationalmannschaft der Juniorinnen. Das männliche Pendant ist die Taiwanische Beachhandball-Nationalmannschaft der Männer.

## Geschichte
Die Beachhandball-Nationalmannschaft der Frauen Taiwans wurde mit der Einführung des Sports in Taiwan im Jahr 2008 gegründet. Bei den ersten Asienmeisterschaften 2004 nahm die Mannschaft somit noch nicht teil, beim nächsten Beachhandball-Wettbewerb für weibliche Nationalmannschaften in Asien, den Asian Beach Games 2008 startete sie erstmals, erreichte auf Anhieb das Halbfinale und wurde am Ende Dritte. China und Thailand waren in der nächsten Zeit auch die Hauptkonkurrenten um die sportliche Vorherrschaft in Asien.
Schon ein Jahr später nahm Taiwan erstmals an einer Meisterschaft auf Weltebene, den World Games 2009, teil und erreichte den fünften Platz. Danach dauerte es bis 2012, dass die taiwanische Frauen-Nationalmannschaft wieder an internationalen Meisterschaften teilnahm. 2012 erreichte die Mannschaft das Finale der Asian Beach Games, wo man sich jedoch der Mannschaft aus der Volksrepublik China geschlagen geben musste. Bei den 2013 folgenden Asienmeisterschaften, den Asian Beach Games 2014 und den Asienmeisterschaften 2015 folgte jeweils der erneute Einzug in die Finals der Turniere, ohne dass diese gewonnen werden konnten. Dazwischen erreichte Taiwan 2013 auch das Halbfinale der World Games und belegte am Ende den vierten Rang.
Nach dieser erfolgreichsten Zeit des taiwanischen Frauen-Beachhandballs erwuchs mit Vietnam ein weiterer Gegner in Asien. Bei den Asienmeisterschaften 2017 und 2019 gewann die Mannschaft noch einmal Bronzemedaillen. Nach jeweils drei Teilnahmen in Folge bei Weltmeisterschaften und World Games, war die hintere Platzierung als 13. bei den Weltmeisterschaften 2018 bislang die letzte Teilnahme an einem Beachhandball-Turnier auf Weltebene. Gegen Ende des Jahres wurde mit dem von der IHF anerkannten ersten Gangdu Cup, einem internationalen Einladungsturnier, an dem sechs Länder der Region teilnahmen, erstmals ein selbst ausgerichtetes internationales Nationalmannschaftsturnier auf Taiwan durchgeführt. Taiwan trat mit einer A- und einer B-Nationalmannschaft an. Die B-Mannschaft, die sich aus den neun Spielerinnen von den Olympischen Jugendspielen ein paar Wochen zuvor in Buenos Aires zusammen setzte, gewann das Turnier und konnte dabei erstmals die Mannschaft Vietnams schlagen.
Die COVID-19-Pandemie brachte anschließend den Spielbetrieb der Mannschaft bis einschließlich 2022 vollkommen zum Erliegen, auch an den wieder aufgenommenen Asienmeisterschaften 2022, die als Qualifikation für die Weltmeisterschaften und World Games 2022 dienten, nahmen sie noch nicht wieder teil.

## Teilnahmen
| World Games - 2001: nicht eingeladen - 2005: nicht eingeladen - 2009: 5. - 2013: 4. - 2017: 7. - 2022: nicht qualifiziert World Beach Games - 2019: nicht qualifiziert - 2023: nicht qualifiziert | Weltmeisterschaften - 2001: keine Teilnahme - 2004: keine Teilnahme - 2006: keine Teilnahme - 2008: keine Teilnahme - 2010: keine Teilnahme - 2012: keine Teilnahme - 2014: 10. - 2016: 6. - 2018: 13. - 2020: nicht qualifiziert, ausgefallen - 2022: nicht qualifiziert | Asienmeisterschaften - 2004: keine Teilnahme - 2013: 2. - 2015: 2. - 2017: 3. - 2019: 3. - 2022: keine Teilnahme - 2023: keine Teilnahme | Asian Beach Games - 2008: 3. - 2010: keine Teilnahme - 2012: 2. - 2014: 2. - 2016: 4. - 2023: Gangdu Cup - 2018: 1. (B-Mannschaft) |

- ABG 2008: Chang Ya-wei • Chen Te-jung • Chen Yin-ling • Chia Ling-hui • Chiu Yu-ting • Chu Chiu-en • Hsu Ju-fang[5]

- WG 2009: Chang Ya-wei • Chen Te-jung • Chen Yi-ling • Chen Yin-ling • Chia Ling-hui • Chiu Yu-ting • Chu Chiu-en • Hsu Ju-fang • Yang Ya-ting • Yang Chia-wen[6]

- ABG 2012: Chang Ya-wei • Chen Ying-ju • Chia Ling-hui • Chiu Yu-ting • Chu Chiu-en • Hsu Ju-fang • Lin Wen-ya • Yang Ya-ting[7]

- AM 2013: Chen Te-jung • Chen Yi-ling • Chen Yi-ling • Chen Ying-ju • Chia Ling-hui • Chiu Yu-ting • Chu Chiu-en • Tsai Tzu-hsuan[8]

- WG 2013: Chang Ya-wei • Chen Ying-ju • Chia Ling-hui • Chiu Yu-ting • Chu Chiu-en • Dai Shu-Hua • Hsu Li-ping • Tsai Tzu-hsuan • Yang Ya-ting[9]

- ABG 2014: Chen Te-jung • Chen Yi-ling • Chen Ying-ju • Chia Ling-hui • Chu Chiu-en • Hsu Li-ping • Huang Wei-jung • Lin Ya-ching • Tsai Tzu-hsuan • Yang Ya-ting

- WM 2014: Chen Yi-ling • Chen Yi-ling • Chen Ying-ju • Chia Ling-hui • Chu Chiu-en • Hsu Li-ping • Huang Wei-jung • Lin Wen-ya • Tsai Tzu-hsuan • Yang Ya-ting[10]

- AM 2015: Kader aktuell unbekannt

- ABG 2016: Chen Szu-yu • Chen Te-jung • Cheng Tzu-ping • Cheng Ya-fang • Chien Chen-chen • Hu Chiu-en • Huang Wei-jung • Shih Wei-ju • Tsai Tzu-hsuan • Wang Yu-fen

- WM 2016: Chen Ying-ju • Cheng Tzu-ping • Chia Ling-hui • Chu Chiu-en • Hsu Li-ping • Huang Wei-jung • Lin Ya-ching • Shih Wei-ju • Tsai Tzu-hsuan • Wang Yu-fen

- AM 2017: Kader aktuell unbekannt

- WG 2017: Chang Yu-hui • Chen Shu-fen • Chen Szu-yu • Chiang Chia-yun • Chien Chen-chen • Hsieh Nien-en • Huang Chih-shan • Lin Sz-yu (TW) • Tang Rou-an • Yu Li-chuan[11]

- WM 2018:  Chen Ying-ju • Cheng Tzu-ping • Chien Chen-chen • Huang Ting • Huang Wei-jung • Hsu Hui-chun • Hsu Li-ping • Lin Ya-ching • Tang Rou-an • Tsai Tzu-hsuan[12]

- Gangdu Cup 2018:[13]
  - A-Mannschaft 1: Hsieh Nien-en • Huang Chih-shan • Xu Jia-yu
  - B-Mannschaft: Chan Yu-chen • Chao Yu-chen • Chen Shu-fen • Ke Xin-ping • Lin Hun-gwen • Lin Pin-chun • Shen Yun-ting (TW) • Tsai Pei-ling • Yan Yu-jia[14]

- AM 2019: Kader aktuell unbekannt

## Trainer
| Cheftrainer - 2012: Chang Jung-hsien - 2013: Chen Chin-kuei - 2016: Chang Jung-hsien & Lu Chun-yu - 2017: Chu Chi-en - 2017: Chu Chih-Hua (WM) - 2018: Pan Chien-hung - 2018: Pan Jian-hong (B-Mannschaft) | Co-Trainer - 2013: Chang Jung-hsien - 2018: Su Jui-Chang |